# Sphaerodactylus richardi
Espèce
Statut de conservation UICN

 NT  : Quasi menacé
Sphaerodactylus richardi est une espèce de geckos de la famille des Sphaerodactylidae.

## Répartition
Cette espèce est endémique en Jamaïque et à Cuba.

## Étymologie
Cette espèce est nommée en l'honneur de Richard Thomas.

## Publication originale
- Hedges & Garrido, 1993 : A new species of gecko (Sphaerodactylus) from central Cuba. Journal of Herpetology, vol. 27, n. 3, p. 300-306 (texte intégral).